# Mutua Madrid Open 2012 - Qualificazioni singolare femminile
Le qualificazioni del singolare femminile del Madrid Open 2012 sono state un torneo di tennis preliminare per accedere alla fase finale della manifestazione. I vincitori dell'ultimo turno sono entrati di diritto nel tabellone principale. In caso di ritiro di uno o più giocatori aventi diritto a questi sono subentrati i lucky loser, ossia i giocatori che hanno perso nell'ultimo turno ma che avevano una classifica più alta rispetto agli altri partecipanti che avevano comunque perso nel turno finale.

## Giocatrici

### Teste di serie
1. Pauline Parmentier (ultimo turno)
2. Barbora Záhlavová-Strýcová (primo turno)
3. Eléni Daniilídou (primo turno)
4. Hsieh Su-wei (ultimo turno)
5. Gréta Arn (primo turno)
6. Vera Duševina (primo turno)
7. Varvara Lepchenko (Qualificata)
8. Johanna Larsson (Qualificata)

1. Sloane Stephens (primo turno)
2. Mathilde Johansson (Qualificata)
3. Anastasija Rodionova (Qualificata)
4. Lucie Hradecká (Qualificata)
5. Bojana Jovanovski (primo turno)
6. Laura Pous Tió (ultimo turno)
7. Bethanie Mattek-Sands (primo turno)
8. Lourdes Domínguez Lino (Qualificata)

### Qualificate
1. Anastasija Rodionova
2. Mathilde Johansson
3. Jill Craybas
4. Andrea Hlaváčková

1. Lucie Hradecká
2. Lourdes Domínguez Lino
3. Varvara Lepchenko
4. Johanna Larsson

## Tabellone qualificazioni

### Sezione 1
|  | Primo turno | Primo turno          | Primo turno        | Primo turno | Primo turno |  |  | Ultimo turno | Ultimo turno         | Ultimo turno | Ultimo turno | Ultimo turno |  |
|  |             |                      |                    |             |             |  |  |              |                      |              |              |              |  |
|  | 1           | Pauline Parmentier   | Pauline Parmentier | 6           | 6           |  |  |              |                      |              |              |              |  |
|  |             | Paula Ormaechea      | Paula Ormaechea    | 1           | 1           |  |  | 1            | Pauline Parmentier   | 7            | 1            | 2            |  |
|  |             | Gisela Dulko         | 6                  | 5           | 3           |  |  | 11           | Anastasija Rodionova | 62           | 6            | 6            |  |
|  | 11          | Anastasija Rodionova | 2                  | 7           | 6           |  |  |              |                      |              |              |              |  |

### Sezione 2
|  | Primo turno | Primo turno            | Primo turno            | Primo turno | Primo turno |  |  | Ultimo turno | Ultimo turno         | Ultimo turno         | Ultimo turno | Ultimo turno |  |
|  |             |                        |                        |             |             |  |  |              |                      |                      |              |              |  |
|  | 2           | Barbora Záhlavová      | Barbora Záhlavová      | 4           | 3           |  |  |              |                      |                      |              |              |  |
|  |             | Mariana Duque-Mariño   | Mariana Duque-Mariño   | 6           | 6           |  |  |              | Mariana Duque-Mariño | Mariana Duque-Mariño | 62           | 65           |  |
|  |             | Arantxa Parra Santonja | Arantxa Parra Santonja | 3           | 1           |  |  | 10           | Mathilde Johansson   | Mathilde Johansson   | 7            | 7            |  |
|  | 10          | Mathilde Johansson     | Mathilde Johansson     | 6           | 6           |  |  |              |                      |                      |              |              |  |

### Sezione 3
|  | Primo turno | Primo turno       | Primo turno       | Primo turno | Primo turno |  |  | Ultimo turno      | Ultimo turno      | Ultimo turno      | Ultimo turno | Ultimo turno |  |
|  |             |                   |                   |             |             |  |  |                   |                   |                   |              |              |  |
|  | 3           | Eléni Daniilídou  | 7                 | 3           | 1           |  |  |                   |                   |                   |              |              |  |
|  |             | Jill Craybas      | 5                 | 6           | 6           |  |  | Jill Craybas      | Jill Craybas      | Jill Craybas      | 7            | 6            |  |
|  |             | Marta Domachowska | Marta Domachowska | 7           | 7           |  |  | Marta Domachowska | Marta Domachowska | Marta Domachowska | 5            | 0            |  |
|  | 13          | Bojana Jovanovski | Bojana Jovanovski | 64          | 5           |  |  |                   |                   |                   |              |              |  |

### Sezione 4
|  | Primo turno | Primo turno            | Primo turno            | Primo turno | Primo turno |  |  | Ultimo turno | Ultimo turno      | Ultimo turno | Ultimo turno | Ultimo turno |  |
|  |             |                        |                        |             |             |  |  |              |                   |              |              |              |  |
|  | 4           | Hsieh Su-wei           | Hsieh Su-wei           | 6           | 6           |  |  |              |                   |              |              |              |  |
|  | WC          | Leticia Costas Moreira | Leticia Costas Moreira | 0           | 1           |  |  | 4            | Hsieh Su-wei      | 3            | 7            | 3            |  |
|  |             | Andrea Hlaváčková      | Andrea Hlaváčková      | 7           | 6           |  |  |              | Andrea Hlaváčková | 6            | 65           | 6            |  |
|  | 9           | Sloane Stephens        | Sloane Stephens        | 67          | 3           |  |  |              |                   |              |              |              |  |

### Sezione 5
|  | Primo turno | Primo turno        | Primo turno        | Primo turno | Primo turno |  |  | Ultimo turno | Ultimo turno     | Ultimo turno | Ultimo turno | Ultimo turno |  |
|  |             |                    |                    |             |             |  |  |              |                  |              |              |              |  |
|  | 5           | Gréta Arn          | Gréta Arn          | 3           | 1           |  |  |              |                  |              |              |              |  |
|  |             | Alla Kudrjavceva   | Alla Kudrjavceva   | 6           | 6           |  |  |              | Alla Kudrjavceva | 3            | 6            | 4            |  |
|  | WC          | Inés Ferrer Suárez | Inés Ferrer Suárez | 4           | 2           |  |  | 12           | Lucie Hradecká   | 6            | 1            | 6            |  |
|  | 12          | Lucie Hradecká     | Lucie Hradecká     | 6           | 6           |  |  |              |                  |              |              |              |  |

### Sezione 6
|  | Primo turno | Primo turno             | Primo turno             | Primo turno | Primo turno |  |  | Ultimo turno | Ultimo turno            | Ultimo turno            | Ultimo turno | Ultimo turno |  |
|  |             |                         |                         |             |             |  |  |              |                         |                         |              |              |  |
|  | 6           | Vera Duševina           | Vera Duševina           | 3           | 3           |  |  |              |                         |                         |              |              |  |
|  | WC          | Estrella Cabeza Candela | Estrella Cabeza Candela | 6           | 6           |  |  | WC           | Estrella Cabeza Candela | Estrella Cabeza Candela | 3            | 4            |  |
|  |             | Sesil Karatančeva       | Sesil Karatančeva       | 3           | 3           |  |  | 16           | Lourdes Domínguez Lino  | Lourdes Domínguez Lino  | 6            | 6            |  |
|  | 16          | Lourdes Domínguez Lino  | Lourdes Domínguez Lino  | 6           | 6           |  |  |              |                         |                         |              |              |  |

### Sezione 7
|  | Primo turno | Primo turno         | Primo turno         | Primo turno | Primo turno |  |  | Ultimo turno | Ultimo turno      | Ultimo turno      | Ultimo turno | Ultimo turno |  |
|  |             |                     |                     |             |             |  |  |              |                   |                   |              |              |  |
|  | 7           | Varvara Lepchenko   | Varvara Lepchenko   | 6           | 6           |  |  |              |                   |                   |              |              |  |
|  | WC          | Sara Sorribes Tormo | Sara Sorribes Tormo | 4           | 1           |  |  | 7            | Varvara Lepchenko | Varvara Lepchenko | 6            | 6            |  |
|  |             | Maria Elena Camerin | Maria Elena Camerin | 2           | 5           |  |  | 14           | Laura Pous Tió    | Laura Pous Tió    | 2            | 2            |  |
|  | 14          | Laura Pous Tió      | Laura Pous Tió      | 6           | 7           |  |  |              |                   |                   |              |              |  |

### Sezione 8
|  | Primo turno | Primo turno           | Primo turno           | Primo turno | Primo turno |  |  | Ultimo turno | Ultimo turno    | Ultimo turno | Ultimo turno | Ultimo turno |  |
|  |             |                       |                       |             |             |  |  |              |                 |              |              |              |  |
|  | 8           | Johanna Larsson       | 5                     | 6           | 6           |  |  |              |                 |              |              |              |  |
|  |             | Lesja Curenko         | 7                     | 4           | 4           |  |  | 8            | Johanna Larsson | 2            | 6            | 7            |  |
|  | PR          | Anna Čakvetadze       | Anna Čakvetadze       | 6           | 6           |  |  | PR           | Anna Čakvetadze | 6            | 4            | 5            |  |
|  | 15          | Bethanie Mattek-Sands | Bethanie Mattek-Sands | 4           | 4           |  |  |              |                 |              |              |              |  |